# Wen Yann Shih
Wen Yann Shih (New York) is een Amerikaanse
actrice van Chinese origine.

## Biografie
Shih groeide op in Maryland, aan de Amerikaanse oostkust. Ze wilde eerst neurochirurge worden en nam deel aan de regionale Maryland's Perfect Teen-missverkiezing om die studies te kunnen betalen. Ze won en nam deel aan de nationale
America's Perfect Teen-verkiezing, die ze eveneens won. Nadat Shih haar studies met succes afrondde, vertrok ze naar Californië, waar ze als dokter ging werken. Op verzoek deed ze auditie voor een nieuwe televisieserie en kreeg de rol. Hierop besloot ze om het als actrice te wagen.